# マイブリット・モーセル
マイブリット・モーセル（May-Britt Moser, 1963年1月4日 - ）はノルウェーの心理学者、神経科学者。
元夫のエドバルド・モーセル（2016年離婚）とともに、空間認識能力と空間的記憶に関する研究で知られており、これによって初めて心理的機能を機構レベルで個々のニューロンの機能まで遡ることが可能となった。彼らは2014年にノーベル生理学・医学賞をジョン・オキーフと共同受賞した。

## 来歴
ムーレ・オ・ロムスダール県に生まれ、オスロ大学に進学。在学中の1985年に学生結婚し、夫婦とも1995年に神経生理学のPh.D.を取得。その後はユニバーシティ・カレッジ・ロンドンに移り、ジョン・オキーフの研究室で博士研究員となった。1996年に夫婦でノルウェーに戻り、トロンハイムのノルウェー科学技術大学 (NTNU) で生物心理学の准教授に就任し、2000年からは神経科学の教授となった。

## 受賞歴
- 2005年 - アルデン・スペンサー賞（エドバルド・モーセルと共同受賞）
- 2011年 - Anders Jahre Award（エドバルド・モーセルと共同受賞）[2]
- 2011年 - ルイ＝ジャンテ医学賞（エドバルド・モーセルと共同受賞）
- 2012年 - Perl-UNC Neuroscience Prize（エドバルド・モーセルと共同受賞） [3]
- 2013年 - ルイザ・グロス・ホロウィッツ賞（エドバルド・モーセル、ジョン・オキーフと共同受賞）[4]
- 2014年 - カール・スペンサー・ラシュレー賞（エドバルド・モーセルと共同受賞）[5]
- 2014年 - ケルバー欧州科学賞（エドバルド・モーセルと共同受賞）
- 2014年 - ノーベル生理学・医学賞（エドバルド・モーセル、ジョン・オキーフと共同受賞）[6]